# 田中彼方
田中 彼方（たなか かなた）は日本のライトノベル作家。

## 略歴
2013年、第18回BOX-AiR新人賞を受賞。

## 受賞歴
- 講談社 第18回 BOX-AiR新人賞（2013年） - 「勇者のお仕事」